# Daniel Kipchirchir Komen
Daniel Kipchirchir Komen (* 27. listopadu 1984, Chemorgong, Rift Valley) je keňský atlet, jehož specializací je běh na 1500 metrů.
V roce 2007 vyhrál patnáctistovku na světovém atletickém finále ve Stuttgartu.